# 世界選手権自転車競技大会B・2007
世界選手権自転車競技大会B・2007（せかいせんしゅけんじてんしゃきょうぎたいかいビー2007。UCI "B" World Championships）は、2007年6月27日から7月1日まで南アフリカのケープタウンで開催された、国際自転車競技連合(UCI)が主催するレベルBのロードレース (自転車競技)およびタイムトライアルバイクの世界選手権である。この世界選手権Bでは男女双方でロードレースとトラックレースが行われた。またこの大会は、2008年北京オリンピックの出場資格を取る意味合いも兼ねていた。
大会のロードレースと個人タイムトライアルはいずれも、商業スポンサーがついたりするのが標準なプロ競技の自転車チームではなく、各国代表の自転車チームを形成する選手達によって競われる。
1997年から始まった世界選手権Bはこの2007年大会をもって一旦終了となり、オリンピックには従来この大会を通じて出場が割り振られていたが、今後は代わりにUCI大陸選手権大会およびUCIコンチネンタルサーキットを通じて行なうことになった。

## レース結果
| 種目:          | 金:                                                     |           | 銀:                                                 |           | 銅:                                       |           |
| 男子種目       |                                                         |           |                                                     |           |                                           |           |
| 個人ロード     | イヴァン・ステヴィッチ セルビア                         | 4:01:47   | エリック・ホフマン ナミビア                         | +0:0:40   | アレクサンドル・プリューシン モルドバ     | +0:0:43   |
| 個人ロードTT   | マ・ハイチュン 中国                                     | 34:45.780 | クリス・フルーム · ケニア                           | 35:00.960 | エフゲニー・ワッケル キルギス             | 35:01.810 |
| スプリント     | ダニエル・ノビコフ · エストニア                         |           | ガジ・チャイト 南アフリカ共和国                     |           | エリシャ・グリーン トリニダード・トバゴ   |           |
| 1kmTT          | サマイ・サマイ インドネシア                             | 1:10.182  | アブデルバセット・ハンナーシ アルジェリア           | 1:11.033  | ガジ・チャイト 南アフリカ共和国           | 1:11.150  |
| 個人追抜       | アレクサンドル・プリューシュキン モルドバ               |           | ラドスラフ・バレント・コンスタンチノフ · ブルガリア |           | クリス・ウィレムス 南アフリカ共和国       |           |
| ケイリン       | ガジ・チャイト 南アフリカ共和国                         |           | ダニエル・ノビコフ · エストニア                     |           |                                           |           |
| スクラッチ     | アレクセイ・リヤルコ カザフスタン                       |           | ラドスラフ・バレント・コンスタンチノフ · ブルガリア |           | ミルトン・ワイナンツ ウルグアイ           |           |
| ポイントレース | ラドスラフ・バレント・コンスタンチノフ · ブルガリア     | 85P       | ミルトン・ワイナンツ ウルグアイ                     | 81P       | ノーラン・ホフマン 南アフリカ共和国       | 81P       |
| 女子種目       |                                                         |           |                                                     |           |                                           |           |
| 個人ロード     | フアン・シャオメイ 中国                                 | 2:18:31   | ガオ・ミン 中国                                     | +0:01:07  | グ・スンエウン 韓国                       | +0:01:25  |
| 個人ロードTT   | モンルデー・シャポークハム タイ                         | 21:28.080 | グ・スンエウン 韓国                                 | 21:38.010 | イルゼ・ボール 南アフリカ共和国           | 22:57.500 |
| スプリント     | 佃咲江 日本                                             |           | トレーシー・ファン・ニーケルク 南アフリカ共和国     |           | カーラ・ラビー 南アフリカ共和国           |           |
| 500mTT         | ヨハン・ファン・デル・ヴェストハイゼン 南アフリカ共和国 | 39.850    | パオラマリア・サラザールラッベ グアテマラ           | 42.595    | アティカ・サビブ モロッコ                 | 43.656    |
| 個人追抜       | エブリン・ガルシア 南アフリカ共和国                     | 4:00.139  | 和田見里美 日本                                     | 4:02.083  | ロネル・ファン・ヴィーク 南アフリカ共和国 | 4:10.923  |
| ケイリン       | 佃咲江 日本                                             |           | カーラ・ラビー 南アフリカ共和国                     |           | 和田見里美 日本                           |           |
| スクラッチ     | 和田見里美 日本                                         |           | トレーシー・ファン・ニーケルク 南アフリカ共和国     |           | リネット・バーガー 南アフリカ共和国       |           |
| ポイントレース | 和田見里美 日本                                         | 48P       | エブリン・ガルシア エルサルバドル                   | 43P       | ロネル・ファン・ヴィーク エルサルバドル   | 20P       |